# Jure Kocjan
Jure Kocjan (* 18. Oktober 1984 in Jesenice) ist ein ehemaliger slowenischer Radrennfahrer.

## Sportlicher Werdegang
Jure Kocjan begann seine internationale Karriere 2005 bei dem slowenischen Continental Team Radenska Rog. Seine ersten internationalen Erfolge erzielte er 2008 mit zwei Etappensiegen bei der Vuelta a Cuba und einem Etappensieg bei der Tour of Qinghai Lake. Auch in den nächsten Jahren gewann er Tagesabschnitte kleinerer Etappenrennen, aber auch 2010 den Grand Prix Pino Cerami, einem Eintagesrennen der UCI-Kategorie 1.1, und 2014 die Gesamtwertung des Grand Prix Cycliste de Saguenay. Im Jahr 2013 fuhr er für das baskische UCI ProTeam Euskaltel Euskadi, konnte für dieses Team aber keine Rennen gewinnen.
Im Januar 2016 wurde in einer bereits am 8. März 2012 abgegebenen Probe das Dopingmittel EPO nachgewiesen. Kocjan wurde daraufhin von seinem Team suspendiert und vom Radsportweltverband UCI für vier Jahre gesperrt, seine Ergebnisse von März 2012 bis März 2014 wurden aus den Ergebnislisten gestrichen. Nach Ablauf seiner Sperre kehrte er nicht mehr in den Radrennsport zurück.

## Erfolge
2008
- zwei Etappen Vuelta a Cuba
- eine Etappe Tour of Qinghai Lake

2009
- eine Etappe Étoile de Bessèges
- zwei Etappen Tour of Qinghai Lake

2010
- Grand Prix Pino Cerami

2012
- zwei Etappen Tour du Limousin

2014
- zwei Etappen Vuelta a la Independencia Nacional
- Gesamtwertung, eine Etappe und Punktewertung Grand Prix Cycliste de Saguenay
- Punktewertung Tour of Utah

2015
- eine Etappe Tour of Utah